# Figen Yüksekdağová
Figen Yüksekdağová (* 19. prosince 1971 Gölovası) je turecká politička. Pochází z konzervativní venkovské rodiny, narodila se jako deváté z deseti dětí. Jako studentka se angažovala v hnutí za ženská práva a radikálně levicových skupinách, byla redaktorkou časopisu Atılım a v roce 2002 kandidovala neúspěšně do parlamentu jako nezávislá. V roce 2010 byla spoluzakladatelkou Socialistické strany utlačovaných, která se v roce 2014 spojila s dalšími subjekty do Lidové demokratické strany. Yüksekdağová byla spolu se Selahattinem Demirtaşem jedním ze dvou předsedů. Programem strany byla sociálně spravedlivější společnost, ochrana přírody a práva národnostních menšin. Ve volbách v roce 2015 získala Lidová demokratická strana 10,8 % hlasů a Yüksekdağová byla zvolena poslankyní. V roce 2016 nastala vlna represí proti straně, která byla obviněna z podpory kurdského terorismu, Yüksekdağová byla zbavena poslanecké imunity a uvězněna. V lednu 2019 bylo oznámeno prodloužení jejího trestu.